# Воронин, Порфирий Иванович
Порфи́рий Ива́нович Воро́нин (15 марта 1919—1968) — советский волейболист, игрок сборной СССР (1949—1952). Двукратный чемпион мира, двукратный чемпион Европы. Нападающий. Заслуженный мастер спорта СССР (1949).

## Биография
Волейболом начал заниматься в Ленинграде. Выступал за ленинградские команды: 1935—1938 — ЛТИ (Ленинградский текстильный институт), 1939—1940 — «Динамо», 1940—1941 — «Локомотив», 1945—1954 — армейские команды ДКА/ДО/ВММА/ОДО. Трёхкратный серебряный (1947—1949) и двукратный бронзовый (1946, 1950) призёр чемпионатов СССР. В 1951 — тренер мужской команды ВММА.
В сборной СССР в официальных соревнованиях выступал в 1949—1952 годах. В её составе: двукратный чемпион мира (1949 и 1952), двукратный чемпион Европы (1950 и 1951).
Участник Великой Отечественной войны, майор медицинской службы. Служил на Северном флоте врачом базового лазарета береговой базы Печенгской Краснознамённой ордена Ушакова бригады торпедных катеров, военфельдшером бригады морской пехоты. Член КПСС.
Окончил Ленинградский медицинский институт (ЛМИ). Работал военным врачом, преподавателем в ЛМИ, а также тренером в командах Ленинграда.
Трагически погиб в феврале 1968 года.

## Источник
- Волейбол. Энциклопедия/Сост. В. Л. Свиридов, О. С. Чехов. Томск: Компания «Янсон» — 2001.